# Jean Dabin
Jean Dabin (Luik, 9 juli 1889 - Leuven, 13 augustus 1971) was een Belgisch hoogleraar in de rechten aan de Université Catholique de Louvain in de 20e eeuw. 
Zijn onderzoeksdomeinen waren de rechtsfilosofie, het grondwettelijk recht en de jurisprudentie van het Hof van Cassatie. Hij was lid van de Belgische Académie royale des sciences, des lettres et des beaux-arts en ontving meerdere ere-doctoraten aan buitenlandse universiteiten. Zijn wallingante houding maakte dat hij de capitulatie van koning Leopold III in 1940 niet accepteerde; hiertoe bracht Dabin juridische argumenten aan, met name de afwezigheid van goedkeuring door de regering.
- Bibsys: 90371881
- Biblioteca Nacional de España: XX1262984
- Bibliothèque nationale de France: cb123053527 (data)
- CiNii: DA00425338
- Gemeinsame Normdatei: 1035035448
- International Standard Name Identifier: 0000 0000 8078 3690
- Library of Congress Control Number: n82001226
- Bibliotheek van het Japanse parlement: 00437105
- Nationale Bibliotheek van Tsjechië: mub2014814860
- Nationale Bibliotheek van Israël: 987007273603205171
- Nederlandse Thesaurus van Auteursnamen: 071526641
- Système universitaire de documentation: 031928641
- Virtual International Authority File: 108278192
- WorldCat: E39PBJrcmMrKvHjH4Jb7PbWdQq